# Desterro (Paraíba)
Pour les articles homonymes, voir Desterro.
Desterro est une ville brésilienne du centre de l'État de la Paraíba.
Sa population était estimée à 7 929 habitants en 2007. La municipalité s'étend sur 179 km2.